# Fitomer
Fitomer – elementarny moduł składowy pędu składający się z pąka, liścia i międzywęźla. Opis fitomerowej struktury pędu był popularny wśród morfologów roślin na początku XX wieku. Jak odnotował Zygmunt Hejnowicz: „Tak znakomicie zagmatwali sprawę, że współcześnie trudno teorię fitomerową ożywić”.